# 北坎貝爾堡 (肯塔基州)
北坎貝爾堡（英語：Fort Campbell North）是位於美國肯塔基州克里斯蒂安縣的一個人口普查指定地區。

## 人口
根據2020年美國人口普查的數據，北坎貝爾堡的面積為22.10平方千米，當中陸地面積為22.10平方千米，而水域面積為0.00平方千米。當地共有人口12825人，而人口密度為每平方千米580.32人。